# Fritz Melis

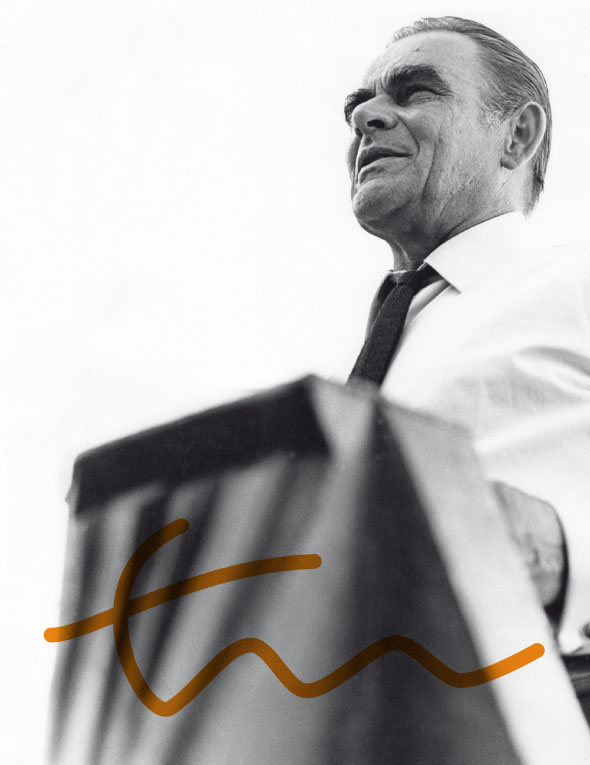
Fritz Melis (1976)

Fritz Melis (* 21. Januar 1913 in Berlin; † 17. Januar 1982 in Bietigheim-Bissingen) war ein deutscher Bildhauer und Grafiker.

## Werdegang

### Frühe Jahre
Fritz Melis wurde 1913 als Sohn des Architekten Friedrich Wilhelm Melis und seiner Frau Elisabeth Fahnenstich in Berlin-Pankow geboren. Schon im Alter von 8 Jahren befasste sich Fritz Melis mit der Tierdarstellung aus verschiedenen Werkstoffen und besuchte regelmäßig den Berliner Zoo. Im Alter von gerade einmal 15 Jahren gewann Melis den Zoopreis der Stadt Berlin für die Darstellung einer Giraffe in Porzellan. Von 1933 bis 1936 absolvierte er ein Studium an der Berliner Akademie der Künste u. a. als Meisterschüler bei Hugo Lederer (Bildhauerei), Wilhelm Gerstel (Zeichnen), Douglas Hill (Keramik) und Ludwig Gies, mit dem er ab (1953) auch gemeinsam am Bundesadler arbeitete, der – im Volksmund Fette Henne genannt wurde – und in allen vom Bundestag genutzten Plenarsälen zu sehen ist, so auch in leicht abgewandelter Form im heutigen Plenarsaal des Berliner Reichstags. In der Berliner Akademie der Künste hatte Melis ein eigenes Atelier, das er 1938 verließ, als Gies für entartet erklärt und von der Akademie verwiesen wurde.
Die Berliner Tradition der naturalistischen Tierplastik lernte er ebenfalls unter Ludwig Gies und Hugo Lederer kennen. 1936 lernte er seine erste Ehefrau Monica Rosenthal spätere Monica Huchel kennen, die er 1938 heiratete und mit der er zwei Kinder (Eva Catharina und Roger Melis) hatte.

### Militärdienst
Da er sich zu Kriegsbeginn weigerte, einen Offiziersposten anzutreten, wurde er ab 1939 zum Militärdienst nach Finnland strafversetzt und 1941 nach Norwegen einberufen. Dort arbeitete er als Kartenzeichner für den Generalstab der Luftwaffe und lernte seine spätere Ehefrau Anouschka Katharina Grycz kennen. Als Melis im Juli 1945 aus der Kriegsgefangenschaft zurückkehrte, trennte er sich von Monica Rosenthal und wollte nach Stuttgart, wo ihm zusammen mit seiner Freundin ein Posten an der Kunstakademie angeboten worden war.

### Neubeginn in Stuttgart
Nach dem Krieg fing er 1946 schließlich in Stuttgart neu an und wohnte zu dieser Zeit gemeinsam mit seiner späteren Frau und mehreren anderen Künstlern in einer Art Künstler-WG des Malers Walter Wörn, mit welchem er sehr gut befreundet war. Die WG befand sich in der Stuttgarter Weißenhofsiedlung, die bis heute als bedeutsamer Ort für Architekturinteressierte gilt. Er hatte u. a. Kontakt zu Künstlern wie Ida Kerkovius oder Alfred Lörcher. Die reduzierte, fließende Formensprache von Otto Baum und dem Maler Walter Wörn wurde sein Vorbild. Otto Baum stellte Melis ein Atelier in der Kunstakademie zur Verfügung, in welchem er sich künstlerisch frei entfalten konnte. Baum, der Arp und Brancusi verehrte und die Abstraktionsvorgänge in seinen Skulpturen weit vorantrieb, hatte Melis zweifelsohne stark beeinflusst. Melis’ Arbeiten wurden auch vom Kubismus inspiriert, wodurch seine Formensprache kantiger und geometrischer wurde.

„Ich möchte Plastik machen wie eine Fuge von Bach oder schlicht wie das Matthias Claudius Gedicht – Der Mond ist aufgegangen. Da soll überhaupt nichts gewollt erscheinen; gerade das setzt die größte Abstraktion voraus.“

Ab 1950 arbeitete er als Dozent für Freies Zeichnen an der TH Stuttgart, wobei er sich insbesondere der Bauplastik mit bronzenen Vögeln widmete. Seit den 1950er Jahren war Fritz Melis ein viel beschäftigter Bildhauer für die Kunst am Bau. Vor allem seine in Bronze gegossenen Vogelgruppen und später seine stark abstrahierten aufsteigenden Vogelschwärme wurden schließlich zu Markenzeichen des Künstlers. Parallel zu diesen Arbeiten entstand immer auch Kleinplastik, die durch stark verknappte Zeichnungen vorbereitet wurde. Daneben blieb der Künstler weiterhin auch dem Medium des Holzschnitts treu.
1952 entwarf Melis im Auftrag der Stadt Brackenheim eine bronzene Gedenktafel mit einem Porträt von Theodor Heuss, die an einem Gedenkstein befestigt auf dem Platz steht, wo einst das Geburtshaus des ehemaligen Bundespräsidenten stand.
Im Oktober 1953 wurde seine Tochter Bettina geboren, die er mit seiner zweiten Frau Anuschka K. Melis bekam.
1954 wurde im Gebäude des Auswärtigen Amts (Bonn) die Kunst am Bau realisiert. Fritz Melis entwarf hier das in Kupfer und Messing getriebene Relief Riesige Weltkarte an der Kopfwand des für diesen namensgebenden Weltsaals (Sitzungssaal), ebenfalls von Melis aus dem Jahre 1954 eine Mosaikarbeit mit der Darstellung einer Hirschjagd im Kleinen Besprechungssaal. Am ehemaligen Eingang des Bonner Innenministeriums befindet sich der von Melis geschaffene „Berlinbrunnen“ mit zwei Bärenskulpturen.
Im Garten der Bonner Villa auch Willy Brandt Villa genannt, die als Wohnsitz für die Bundesaußenminister Heinrich von Brentano (bis 1961), Gerhard Schröder (1961–1966) und Willy Brandt (1967–1969) diente, stehen die bronzenen Kronenkraniche von Fritz Melis.
Außerdem entwarf Melis im Zuge einer Auftragsarbeit den so genannten „Rio Reiher“ für die Deutsche Botschaft in Rio De Janeiro.
Zitat von Melis über die Entstehung seiner Werke:

„Eine Plastik zu schaffen, bedingt einen langen Weg. Das Wichtigste ist dabei die Zeichnung, das Naturstudium. Da ich in der Hauptsache Tierbildhauer bin, verbringe ich den Großteil meiner Arbeitszeit in Zoologischen Gärten. Ich beobachte Tiere nun schon seit Jahrzehnten, aber immer wieder springen mich Bewegungen und Ausdrucksformen derselben neu an. Diese Momentaufnahmen sind es, neben dem Studium der Anatomie, die mich immer neue Versionen der Gestaltung finden lassen. Dies versuche ich dann auch in Skizzen festzuhalten und durch immer neues Zeichnen zu klären, um endlich zu gestalten. Der Weg zur Plastik ist für mich stets derselbe: Zeichnung vor der Natur, Abklärung im Atelier, bis zum Holzschnitt, dann meist ein Relief der vorschwebenden Idee, und dann endlich die Plastik. Es ist mein Anliegen, das jeweilige Tier so typisch wie möglich, so einfach wie möglich, und so formgerecht wie möglich zu gestalten. Alle Schau ist mir zuwider“

Melis bekam 1957 den Auftrag, das Stadtwappen für den Landkreis Leonberg aus Mosaik zu entwerfen. Dieses hing bis zur Auflösung des Landkreises am ehemaligen „neuen“ Rathaus Leonberg. Durch die Verwaltungsreform 1972 wurde der Altkreis zerschlagen und die Kommunen auf die Kreise Böblingen und Ludwigsburg und den Enzkreis verteilt. Als 2015 mit dem Abriss des nunmehr alten Rathauses begonnen wurde, wurde das Wappen gerettet und schmückt nun den Ziergarten auf dem Parkdeck gegenüber dem neuen Rathaus Leonberg.
Ebenfalls 1957 kam eine Tochter zur Welt.
1958 errichtete er gemeinsam mit dem Architekten Gero Karrer ein Atelierhaus in Bietigheim-Metterzimmern, das sich bis heute in Familienbesitz befindet.
1961 kam die jüngste seiner Töchter zur Welt, die bis heute das Atelierhaus in Bietigheim-Bissingen bewohnt.
Auf der Deutschen Kriegsgräberstätte Champigny-Saint-André die in der Region Normandie bei der Gemeinde Saint-André-de-l’Eure liegt, ruhen 19.831 deutsche Soldaten, die im Zweiten Weltkrieg gefallen sind. Melis erhielt 1960 den Auftrag ein großes Kriegsgefallenenmal „Trauernde“, „Drei Auffliegende Tauben“ sowie einen Hinweisstein zu erarbeiten, der bis heute dort zu sehen ist.
1967 entwarf Melis die Erwin von Bälz Plakette die zur Ehrung von Persönlichkeiten diente, die sich um die Stadt Bietigheim besonders verdient gemacht haben, und denen der Dank und die Anerkennung der Stadt
durch eine besondere Auszeichnung zum Ausdruck gebracht werden sollte.
Die von Melis gestaltete Plakette ist 19 cm hoch und 12 cm breit und im Bronze-Gussverfahren ausgeführt. Sie zeigt auf der Vorderseite ein Reliefportrait von Professor Dr. Erwin von Bälz. Auf der Rückseite trägt sie das Stadtwappen von Bietigheim mit der Gravierung „Erwin von Bälz-Plakette der Stadt Bietigheim“ sowie den Namen der geehrten Persönlichkeit und eine besondere Widmung. In der Regel wird die Fassung gewählt: „Für besondere Verdienste um die Stadt“.
1976 schenkte Senator Franz Burda seiner Heimatstadt mehrere Werke von Fritz Melis, u.a den auffliegenden Reiher im Zwingerpark Offenburg, die „Stolzen Kraniche“ auf der Senator Burda Anlage und die Großplastik „Aufsteigende Vögel“ die sich besonders an die Jugend wenden sollte. Der sorgfältig ausgesuchte Standort vor den Schulzentren ist auch der ideale Platz dafür. Symbolisch soll der Jugend aufgezeigt werden, dass die aufsteigenden Vögel (Kraniche) ein Aufbruch für ein Streben nach erreichbaren Zielen verkörpern. Nach Franz Burda ist auch der von Melis geschaffene „Franzenbrunnen“ in der Gemeinde Schutterwald (Offenburg) benannt. Dieser wird von drei großen Reihern geziert. Melis galt zu dieser Zeit bereits als einer der bekanntesten Tierbildhauer Deutschlands.
Im Museum of Modern Art New York, das eine der weltweit bedeutendsten und einflussreichsten Sammlungen moderner und zeitgenössischer Kunst beherbergt, wird ein bronzenes Katzenrelief von Fritz Melis ausgestellt.

## Tod
1978 muss sich Melis aufgrund eines Hirntumors einer schweren Operation unterziehen, von dieser erholt er sich jedoch gut. Am 17. Januar 1982 frühstückt der Künstler mit seiner Familie und klagt über Unwohlsein, er wird ins Bett gelegt und verstirbt nur wenige Minuten später an den Folgen einer Embolie.

## Ehrungen
- Mai 1980: Verdienstmedaille des Landes Baden-Württemberg[9] verliehen durch den ehem. Ministerpräsidenten Lothar Späth

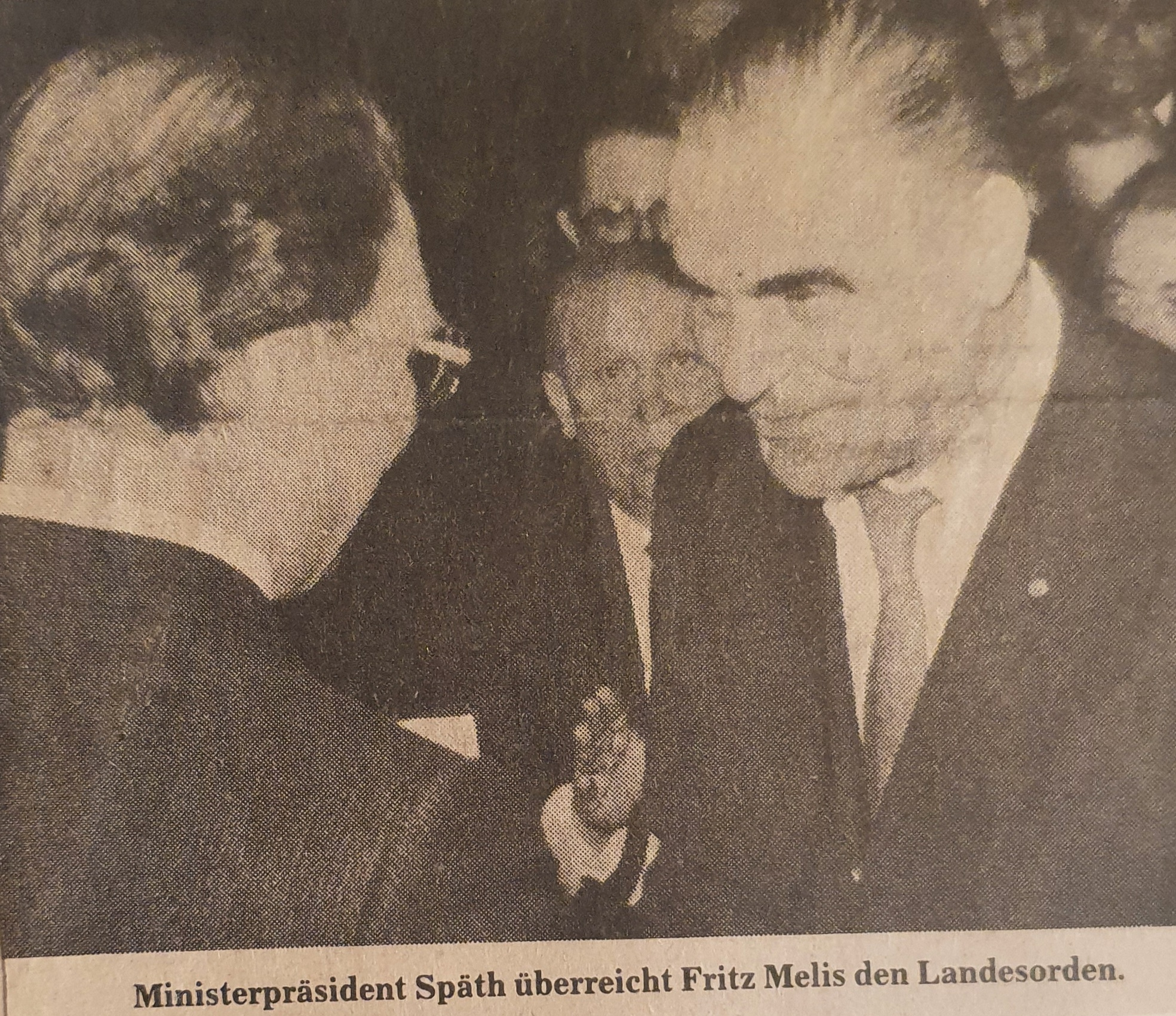
Lothar Späth überreicht Fritz Melis die Verdienstmedaille

## Familie
Der ebenfalls bekannte deutsche Porträt-, Reportage- und Modefotograf Roger Melis war sein Sohn aus erster Ehe mit Monica Huchel (1914–2002) sowie eine Tochter Eva Catharina (* 1939).
Fritz Melis hatte außerdem drei Töchter aus zweiter Ehe mit seiner Frau Anuschka K. Gryzc später Anna-Katharina Melis:
Bettina Melis-Beigel (1953–2012), Christiane Melis-Fuchs (* 1957) und Daniela Melis-Luitz (* 1961), letztere lebt bis heute in dem von Melis und Gero Karrer erbauten Atelierhaus in Bietigheim-Bissingen, in dem auch eine Dauerausstellung mit Werken des Künstlers zu bewundern ist.
Melis hatte außerdem eine Schwester Elisabeth Purrucker (Schauspielerin) und eine Halbschwester Gerda Melis.

## Werke (Auswahl)
Allein in Stuttgart befinden sich über 40 Werke von Fritz Melis, andere in Bietigheim-Bissingen, aber auch in ganz Deutschland, sowie in Sammlungen des In- und Auslandes.
- USA
  - Katzenrelief Museum of Modern Art[12] New York
- Brasilien
  - Reiherbrunnen Bronze (1961) Deutsche Botschaft Brasilia Rio De Janeiro[13]
- Japan
  - Erwin Bälz Plakette Kusatsu
- Frankreich
  - Großes Kriegsehrenmal Stein (1961), Deutsche Kriegsgräberstätte Champigny-Saint-André, Normandie
  - Schriftplatte Stein (1961), Deutsche Kriegsgräberstätte Champigny-Saint-André, Normandie
  - Taubenreliefs Stein (1961), Deutsche Kriegsgräberstätte Champigny-Saint-André, Normandie
- Bonn
  - Gemeinsam mit Ludwig Gies arbeitete Melis am Bundesadler, der bis heute in leicht veränderter Form in allen vom Bundestag genutzten Plenarsälen zu sehen ist. So auch im Plenarsaal des heutigen Berliner Reichstag.
  - Weltkarte im Weltsaal Kupfer Wandrelief (1961), Großer Sitzungssaal (Auswärtiges Amt Bonn)
  - Auffliegender Vogelschwarm (1968) Bundesregierung Bonn-Finkenhof
  - Schildkröte Beton (1966) Regierungsviertel
  - 60 Hauszeichen Kupfer (1966), Bundesregierung Bonn
  - Bronzene Kronenkraniche (1958) (Willy Brandt Villa) Wohnsitz des Außenministers
  - Mosaik Hirschjagd (kleiner Sitzungssaal Auswärtiges Amt Bonn)
  - Zwei Bären Berlinbrunnen (1954) Innenministerium Bonn[14]
- Hamburg
  - Schwebende Vögel Edelstahl 1980, Mövenpick Hamburg
- Frankfurt
  - Brunnen Bronze/Stein (1958), Frankfurt Zeil
  - Vogelschwarm Kupfer (1974), Bundespost Frankfurt
  - Brunnen Bronze (1958), Gehörlosenschule Frankfurt
- Köln
  - Fünf Jungfernkraniche Bronze (1975), Allianz Köln
  - Drei Enten Bronze (1979), Allianz Köln
- Friedrichshafen
  - Pferde Steinintarsienarbeit (1958) Eingangshalle der kfm. Schule (3 × 7 Meter)[15]
  - Schwanenbrunnen (1985)
  - Kupfertür (1958), Großer Sitzungssaal im Rathaus
  - Möwenschwarm Kupfer (1958), Fassade am Rathaus Friedrichshafen
- Stuttgart
  - Fütternde Reihermutter Schieferrelief (1946), Technische Hochschule Stuttgart
  - Liegende Kühe Stein (1946), Stadt Stuttgart
  - Zwei stehende Kühe Bronze (1947), Galerie der Stadt Stuttgart
  - Liegende Kühe Eisenrelief (1948), Staatsgalerie Stuttgart
  - Stehende Kühe Eisenrelief (1948), Staatsgalerie Stuttgart
  - Elefant Stahl Klettergerüst (1948), TWS Stuttgart
  - Stehender Fischreiher Bronze (1948), Stuttgart-Feuerbach
  - Sonnenuhr mit Sternzeichen Kupfer (1948), Stuttgart
  - Drei singende Reiher Bronze (1949), Schitag Stuttgart
  - Kupferrelief Pferdegruppe für die sogenannte Ländliche Gaststätte 1950 (ehem. Gartenschau)
  - Pelikanbrunnen (1960)[16]
  - Kreisende Adler, Villa Berg, im Auftrag des (SWR)
  - Flamingobrunnen mit 9 Flamingos (1975) Mittlerer Schlossgarten (beim Café am See)[17]
  - Bärenplastik Stein (1953) vor der Turn- und Versammlungshalle der Österfeldschule in Stuttgart-Vaihingen
  - Wandrelief mit Kühen Höhenpark Killesberg
  - Turmhahn Kupfer (1952), Stuttgart-Feuerbach
  - Bronzene Pinguine, Stuttgart Marienhospital
  - Bronzekreuz Altarraum, Taube Taufstein, Gockel Dachfirst, Salamander Brunnen (Versöhnungskirche, Stuttgart-Degerloch)
  - Fischreiher auf Ast (1960), Stuttgart-Vaihingen
  - Großes Wandmosaik Keramik, Auffliegende Vögel (1963) Eberhard-Ludwigs-Gymnasium (Treppenaufgang)
  - Fassade Beton (1963), Eberhard-Ludwigs-Gymnasium
  - Porträt Graf Stauffenberg Bronze (1963), Eberhard-Ludwigs-Gymnasium
  - Gebändigte Pferdekräfte Mosaik Beton/Stahl (1955), TWS Stuttgart
  - Franz von Assisi Mosaik (1956), Eingang Kirche St. Fidelis Stadt Stuttgart
  - König von England Bronze (1956), Stadt Stuttgart
  - Reiherrelief Bronze (1956), Stadt Stuttgart
  - Schäfer und Schafe Backsteinrelief (1958), Stadt Stuttgart
  - Phönix Aluminium/Kupfer (1958), Gewerbeschule Bad Cannstatt
  - Pferderelief Bronze (1960), Stadt Stuttgart
  - Haubentaucherbrunnen (1962), Stuttgart-Vaihingen
  - Eulentürgriffe Bronze (1962), Wilhelmspalais Stuttgart
  - Tür mit Eulen Kupfer (1962), Wilhelmspalais Stuttgart
  - Sanduhr Stahl (1968), Schwäbische Finanz Treuhand Stuttgart
  - Kühe Kupfer (1966), SOS-Kinderdorf
  - Treppenbrunnen mit 15 Kranichen Bronze (1973), Allianz Stuttgart
- Waiblingen
  - Zehnthausbrunnen Stein 1960 (Altstadt)
  - Entenbrunnen (Marktplatz)
  - Mahnmal zum Gedenken an die Opfer der Weltkriege im Sitzungssaal des Rathauses
  - Kriegsopfer Denkmal Pieta Bronzeplastik 1960 vor dem Ratssaal
- Heilbronn
  - Bundesadler Bronze (1963), Rathaus Heilbronn
  - Bronzetür, Taufstein, Kanzel, Altar (schwarzer Marmor), Altarbild Kupfer (1967) Wartbergkirche Heilbronn
  - Biber Brunnen Stein (1965) Pausenhof der Johann-Jakob-Widmann Schule an der Paulinenstraße
  - „Eulen der Weisheit“ Albert Schweitzer Gymnasium (Neckarsulm)
  - Pelikan Mosaik (1954), Neckargartach
  - Kühe Kupfer (1967), Stadt Heilbronn
- Böblingen
  - Tür Kupfer (1952), Stadt Böblingen
  - Schlange Betonmosaik (1952), Stadt Böblingen
  - Eichhörnchenbrunnen Stein (1953), Stadt Böblingen
  - Pelikan Stein (1953), Stadt Böblingen
  - Turmhahn Kupfer (1954), Stadt Böblingen
  - Tabernakel (1954), Stadt Böblingen
  - Pfauen Bronzerelief (1958), Stadt Böblingen
  - Ehrenmal Steinintarsie (1958), Friedhof Stadt Böblingen
  - Bronze Tür (1959), Stadt Böblingen
- Bietigheim-Bissingen
  - Entenbrunnen Stein (1957), Realschule im Aurain
  - Adler, Steinintarsie (1957), Realschule im Aurain
  - Gänsemutter Bronze (1958), Schule im Sand
  - Ehrenmahl Trauernde (1958), Armstrong DLW Eingangshalle
  - Trauernde Frauen, Ehrenmahl für die Gefallenen des Zweiten Weltkriegs (1958), Friedhof St. Peter
  - Hahn Bronze (1958), Kindergarten Breslauer Straße
  - Liegende Ziegen Bronze (1960), Im Bürgergarten
  - Engel Steinintarsie (1961), Einsegnungshalle Friedhof Metterzimmern
  - Affenmutter Steinguss (1962), Krankenhaus Bietigheim
  - Sitzende Katze Bronze (1963), Stadt Bietigheim
  - Kanzel Holz (1963), Gemeindekirche Bissingen
  - Fenster Glasmosaik (1963) Gemeindekirche Bissingen
  - Krokodil Glasmosaik (1963) Gemeindekirche Bissingen
  - Glasmosaikfenster (1964), Einsegnungshalle Neuer Friedhof Bissingen
  - Zwei Reiher Kupfer (1964), Schule im Buch
  - Kubenfassaden Beton (1964), Hochhausbau Bietigheim-Buch
  - Haubentaucher Bronze (1965), Waldschule Bissingen
  - Taufbecken Stein & Taube Bronze (1965), Stadtkirche Bietigheim-Bissingen
  - Auffliegende Tauben Edelstahl (1967), Bahnhofstraße
  - Truthahn mit Hennen Bronze (1968), Buch-Zentrum
  - Pavian Bronze (1970), Obere Hauptstraße
  - Dornenkrone Bronze & Gedenktafeln Stein für Opfer von Krieg und Gewaltherrschaft (1970), Friedhof St. Peter
  - Brunnen Stahl (1970), Hallenbad Bissingen (ursprünglich vor dem Rathaus Bissingen)
  - Drei Flamingos Bronze (1970), Armstrong DLW Bietigheim
  - Zwei Reiher Kupfer (1970), Armstrong DLW Bietigheim
  - Kranichgruppe Bronze (1972), Ellental Gymnasien
  - Kranichmutter Bronze (1972), Realschule Bissingen
  - Eulen Kupferblech (1972), Schule Weimarer Weg
  - Zwei Kraniche Bronze (1972), Stadt Bietigheim
  - Badende Vögel Edelstahl (1973), Bad am Viadukt
  - Schlangenbrunnen Bronze (1975), Marktplatz/Kirchplatz, Treppe
  - Kreisende Adler Stahl (1978), Sandschule
  - Aufsteigende Vögel Edelstahl (1979), Krankenhaus Bietigheim
  - Auffliegende Vögel Edelstahl (1980), Badepark Ellental
  - Erwin von Bälz Plakette Zur Ehrung von Bietigheimer Persönlichkeiten
- Ludwigsburg
  - Auffliegende Tauben Edelstahl (1967), Landeszentralbank Ludwigsburg
  - Hirsche Kupfer (1956), Landratsamt Ludwigsburg
  - Adler Kupfer (1956), Landratsamt Ludwigsburg
  - Liegende Kuh Eisen (1962), Ludwigsburg Landwirtschaftsschule
- Kornwestheim
  - Storch Stahl (1954), Stadt Kornwestheim
  - Brunnen mit Tieren (1954), Stadt Kornwestheim
  - Reiherbrunnen Bronze (1956), Stadt Kornwestheim
  - Biberbrunnen Stein (1958), Stadt Kornwestheim
- Wiesbaden
  - Vogel Kupfer (1968), Stadt Wiesbaden
- Marbach
  - Zwei Katzen Kupfer (1950), Stadt Marbach
  - Fries Mosaik (1961), Stadt Marbach
  - Form in Stahl (1971), Stadt Marbach
- Cleebronn
  - Kronenkraniche (Erlebnispark Tripsdrill)
- Gerlingen
  - Entenbrunnen (katholische Kirche St. Peter und Paul)
- Sindelfingen
  - Reiherbrunnen Keramik, Stadt Sindelfingen
  - Schäfer und Schafe Betonrelief, Schule Sindelfingen
  - Zwei Pfauen Bronzerelief (1959), Stadt Böblingen
- Ditzingen
  - Vögel Edelstahl, Wellen Keramik Stadtbad, künstlerische Ausgestaltung der Schwimmhalle (1965)
  - Brunnen mit Drei Vögeln Aluminium (1970) Ditzingen Stadthalle
- Gernsbach
  - Kantinenwand Keramik (1955), Firma Hösch
  - Brunnen Stein (1955), Firma Hösch
  - Tür Kupfer (1955), Firma Hösch
- Karlsruhe (Philippsburg)
  - Stolze Kraniche 1977 (Senator Burda Anlage)
  - Aufsteigende Vögel 1977 (Senator Burda Anlage)
- Esslingen
  - Wetterhahn (Christuskirche)
- Ravensburg
  - Tür Kupfer (1962), Militärverwaltung Ravensburg
- Bad Mergentheim
  - Eulenrelief Kupfer (1959), Stadt Bad Mergentheim
  - Pelikanbrunnen Bronze (1962), Stadt Bad Mergentheim
- Reichenbach an der Fils
  - Reiherbrunnen Kupfer (1950), Reichenbach an der Fils
  - Wolf und 7 Geißlein (1952), Reichenbach an der Fils
- Brackenheim
  - Gedenktafel für Theodor Heuss Bronze (1952) Platz des Geburtshauses
  - Pieta Steinintarsie (1964), Stadt Brackenheim
- Asperg
  - Esel Bronze (1962), Skulptur an der Friedrich-Hölderlin-Schule
  - Reiher Kupfer (1968), Stadt Asperg
- Tamm
  - Hühnerbrunnen Brunnen (1968), Stadt Tamm
  - Eichhörnchen Kupfer (1968), Stadt Tamm
- Crailsheim
  - Marktbrunnen (Dorle & Paula)
- Albstadt
  - Glasmosaikfenster, Tauben 1963 „Gedächtniskapelle“ Tailfingen Friedhof
  - Zwei Wandmosaike 1963, trauernde Frauen „Gedächtniskapelle“
  - Gefallenen Gedenkstätte in Inneren der Kapelle
  - Vogelgruppe Bronze (1952), Tailfingen
  - Liegende Ziege mit Bock Bronze (1960), Ebingen
  - Fries Steinintarsie (1960), Tailfingen
- Leonberg
  - Wappen des Altkreises Leonberg 1957 (ehem. Landratsamt, Parkdeck Rathaus)
- Gelsenkirchen
  - Große Reihergruppe (1958), Krankenhaus Bergmannsheil
  - Gänsegruppe Bronze (1977), Allianz Gelsenkirchen
- Offenburg
  - Auffliegender Reiher, Teich des Zwingerparks
  - Drei liegende Kühe Bronzerelief, Landwirtschaftsschule Offenburg
  - Eulenfries Kupfer/Aluminium (1962), Stadt Offenburg
  - Vogelrelief Bronze (1962), Stadt Offenburg
  - Gebäude Fassade Beton (1966), Klosterschule Offenburg
  - Wandgestaltung Mosaik (1966), Klosterschule Offenburg
  - Rehrudel Bronze (1976), Burda Offenburg
- Braunschweig
  - Kranichgruppe Emailwandbild (1971), Stadt Braunschweig
- Trier
  - Vogelgruppe Stahl (1971), Stadt Trier
- Schutterwald
  - „Franzenbrunnen“ 1976 benannt nach Franz Burda „Drei Reiher“
- Wuppertal
  - Rufende Kraniche (Wuppertal-Zoo) 1982
- Kirchheim unter Teck
  - Geflügelmarkt-Plastik 1972
  - Kirchheim Schloss „Gans“ 1972
- Oberlenningen
  - Zwei Vögel (1952), Stadt Oberlenningen
- Tübingen
  - Glasfenster Mosaik (1968), Stephanuskirche Tübingen
  - Kanzelrelief Holz/Kupfer (1968), Stephanuskirche Tübingen
  - Kreuz Holz/Kupfer (1968), Stephanuskirche Tübingen
  - Brunnen Bronze (1952), Unterjesingen
  - Hühner Keramikwand (1952), Unterjesingen
  - Fassade Steinintarsie (1952), Unterjesingen
- Backnang
  - Auffliegende Vögel (1958), Stadt Backnang
- Plochingen
  - Wellen Mosaik (1958), Stadt Plochingen
  - Fische Mosaik (1958), Stadt Plochingen
- Korb
  - Trauernde Eisen (1958), Stadt Korb
  - Froschbrunnen mit Reihern (Seeplatz)
- Oberkirch
  - Großes Kuh relief Eisen (1963), Stadt Oberkirch
- Kehl
  - Reiherpaar geschweißt (1963), Stadt Kehl
- Untergruppenbach
  - Taube im Kreuz Bronze (1965), Gemeinde Untergruppenbach
- Reutlingen
  - Wandgestaltung Keramik (1966), Stadt Reutlingen
- Blaubeuren
  - Mammutrelief Bronze (1967), Urgeschichtliches Museum Stadt Blaubeuren
  - Tauchentenbrunnen Bronze (1967), Stadt Blaubeuren
- Bad Nauheim
  - Taubenschwarm Kupfer (1970), Bundespost Bad Nauheim

## Ausstellungen
- Erste Einzelausstellung mit Plastik und Keramik im Amerikahaus Stuttgart (1949)
- Kunsthaus Bühler, April–Mai (1969)
- Hornmoldhaus Bietigheim Ausstellungen von 1958 - heute
- Villa Sorrento Baden-Baden (mehrere Ausstellungen)
- Bundeswehrschule Euskirchen (1974)
- 47. Waiblinger Kunstausstellung Rathaus (1975)
- Deutsch Italienische Kunstgemeinschaft Padua 04-22. März 1978
- Kreissparkasse Ludwigsburg-Bietigheim (1978)
- Württembergische Bank, kleiner Schloßgarten Stuttgart 3. August – 15. Oktober 1978
- Retroperspektive Gedächtnisausstellung für Fritz Melis im Hornmoldhaus Bietigheim (1983)
- Bonner Landesvertretung (1983)
- Erwin Bälz Museum Kusatsu Japan
- Gerlingen Rathaus (1985)
- Kunsthaus Bühler, Fritz Melis, Gartenplastiken; Ausstellung (1994)
- Fritz Melis Ausstellung Rellingen-Pinneberg Rathaus (1997)
- Städtische Galerie Bietigheim-Bissingen (seit 1998)
- Kunsthaus Bühler, Fritz Melis (2015)
- Dauerausstellung im Atelierhaus des Künstlers in Bietigheim-Metterzimmern (andauernd)
- Dauerausstellung im Kunsthaus-Bayer in Bietigheim-Bissingen[18]

## Galerie

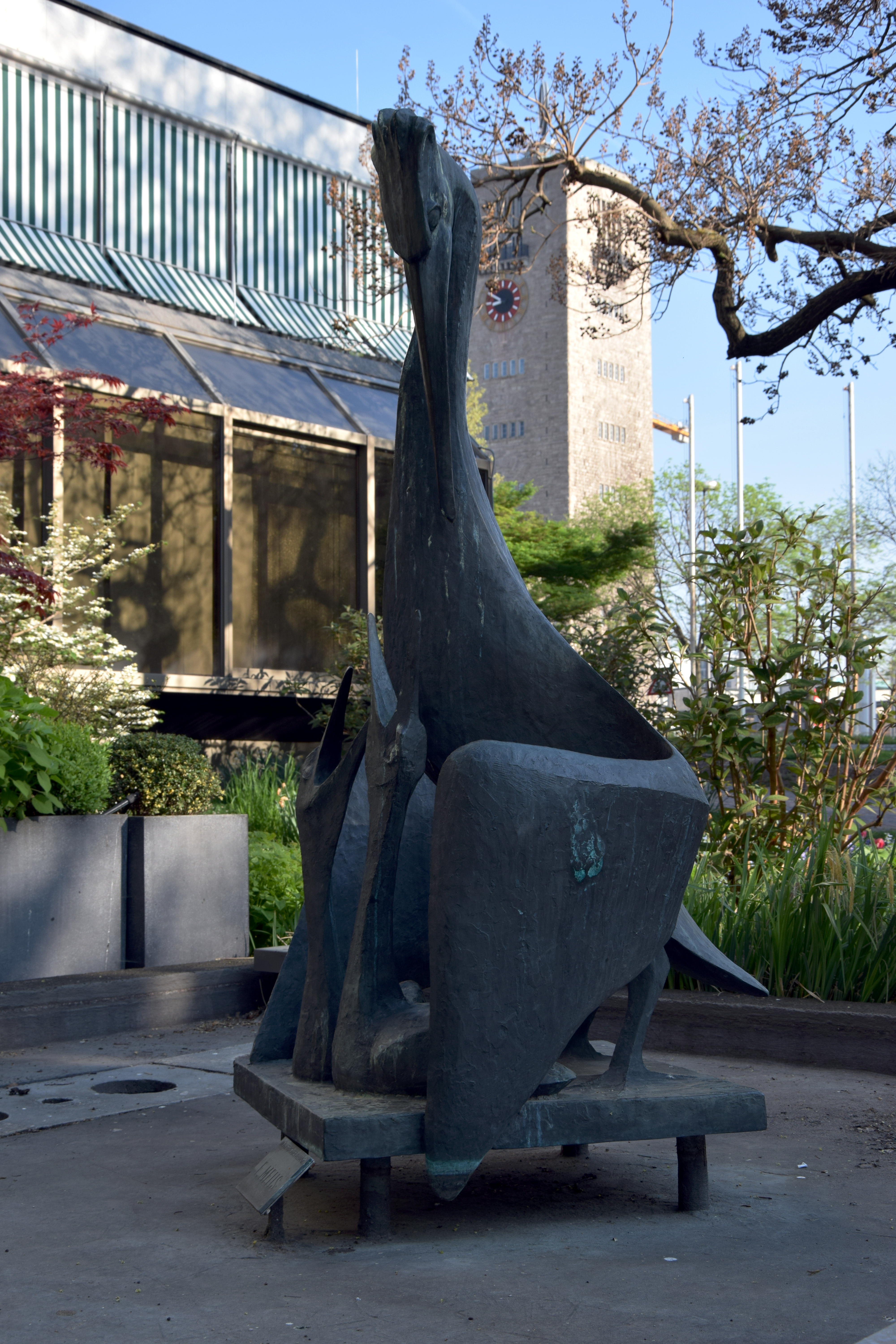
Pelikanbrunnen, 1961, Stuttgart-Mitte
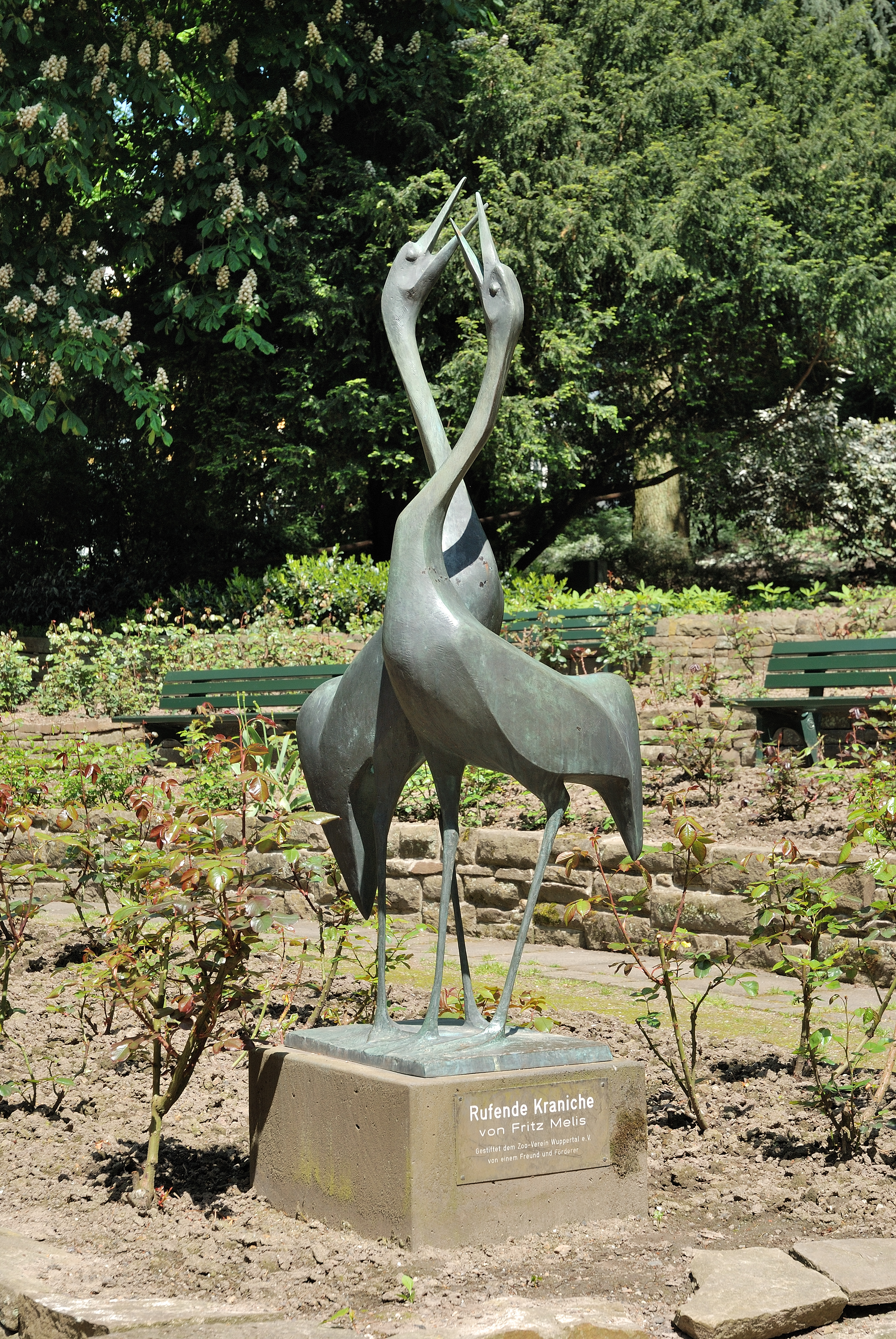
Kranichstatue, 1982, Wuppertal
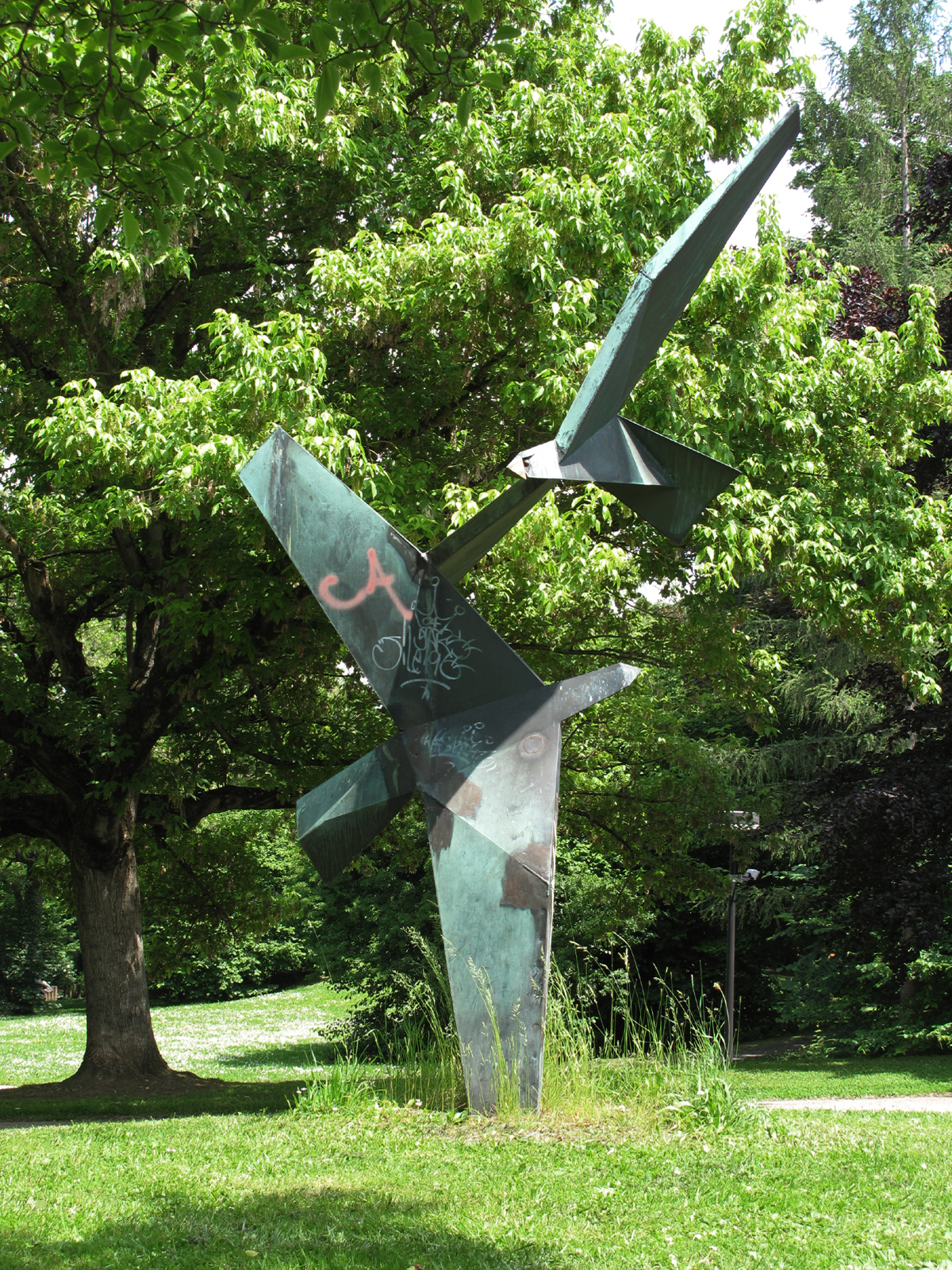
Kreisende Adler, 1983, Stuttgart-Ost
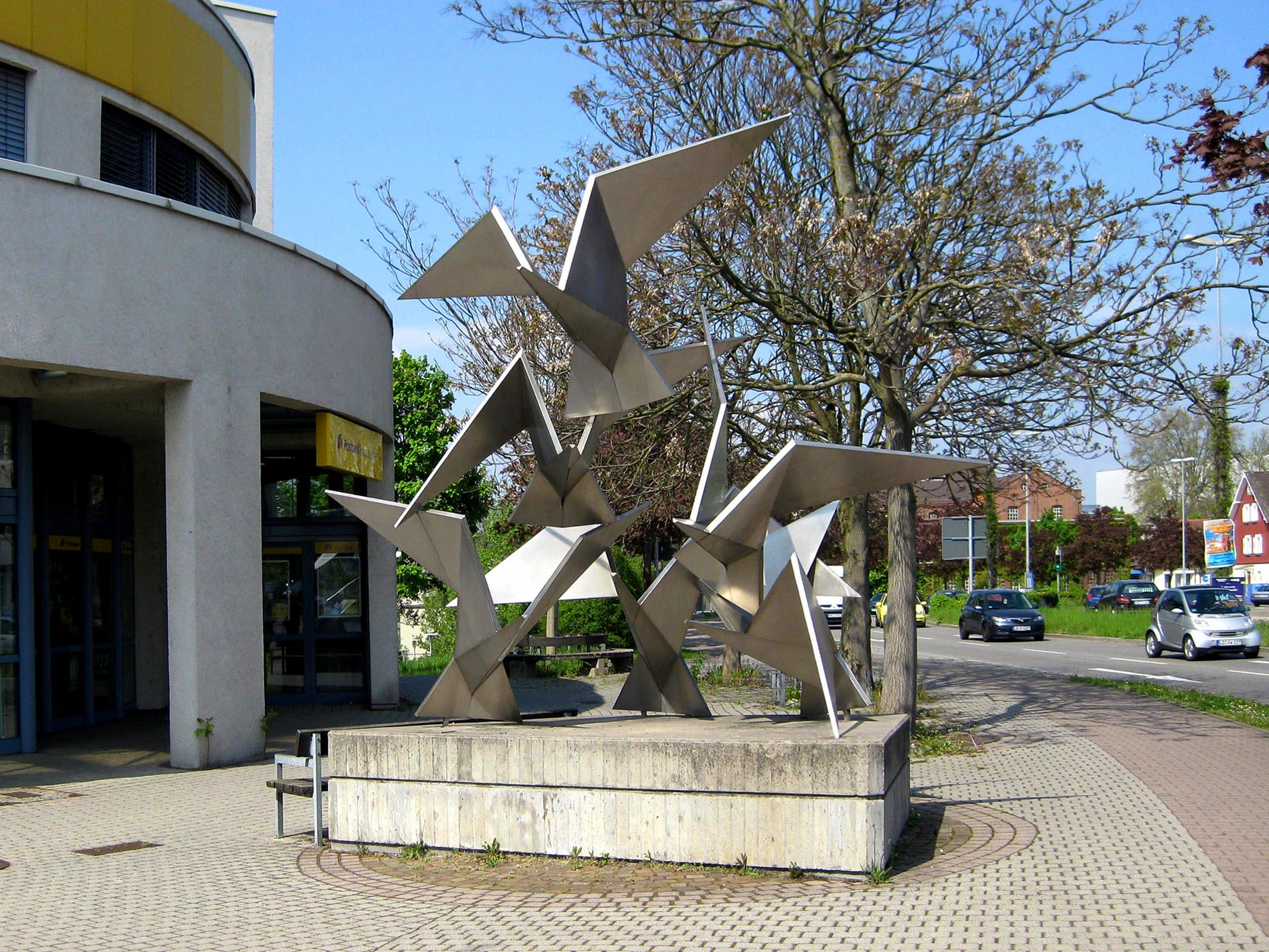
Auffliegende Tauben, 1967, Bietigheim-Bissingen
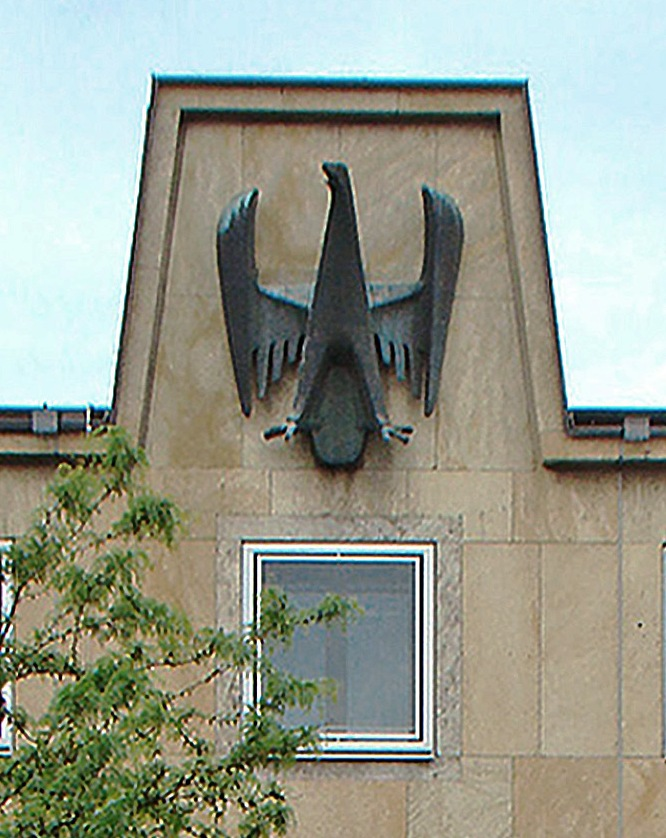
Stadtadler, Heilbronn, Rathaus
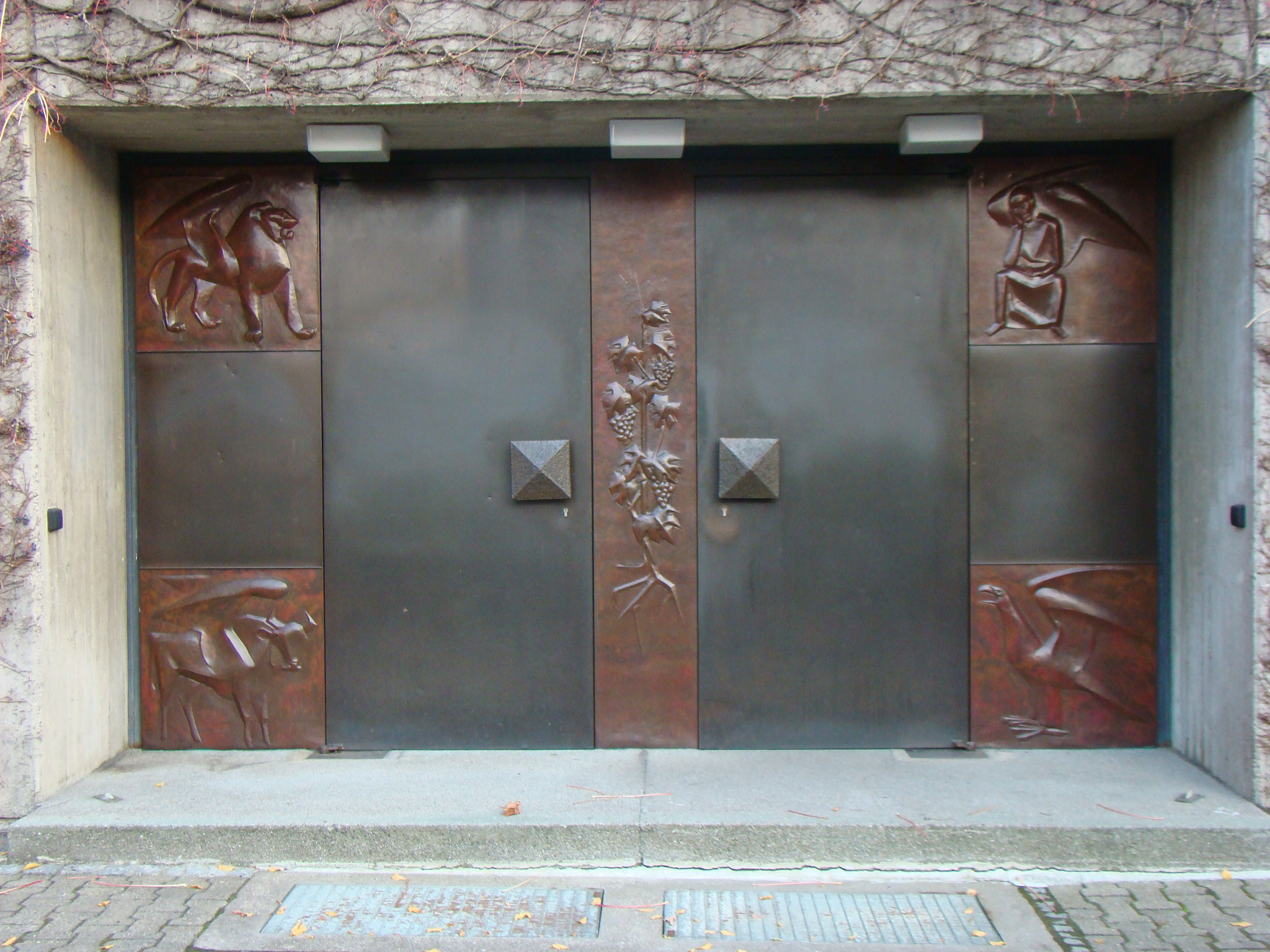
Bronzetür, Wartbergkirche, Heilbronn
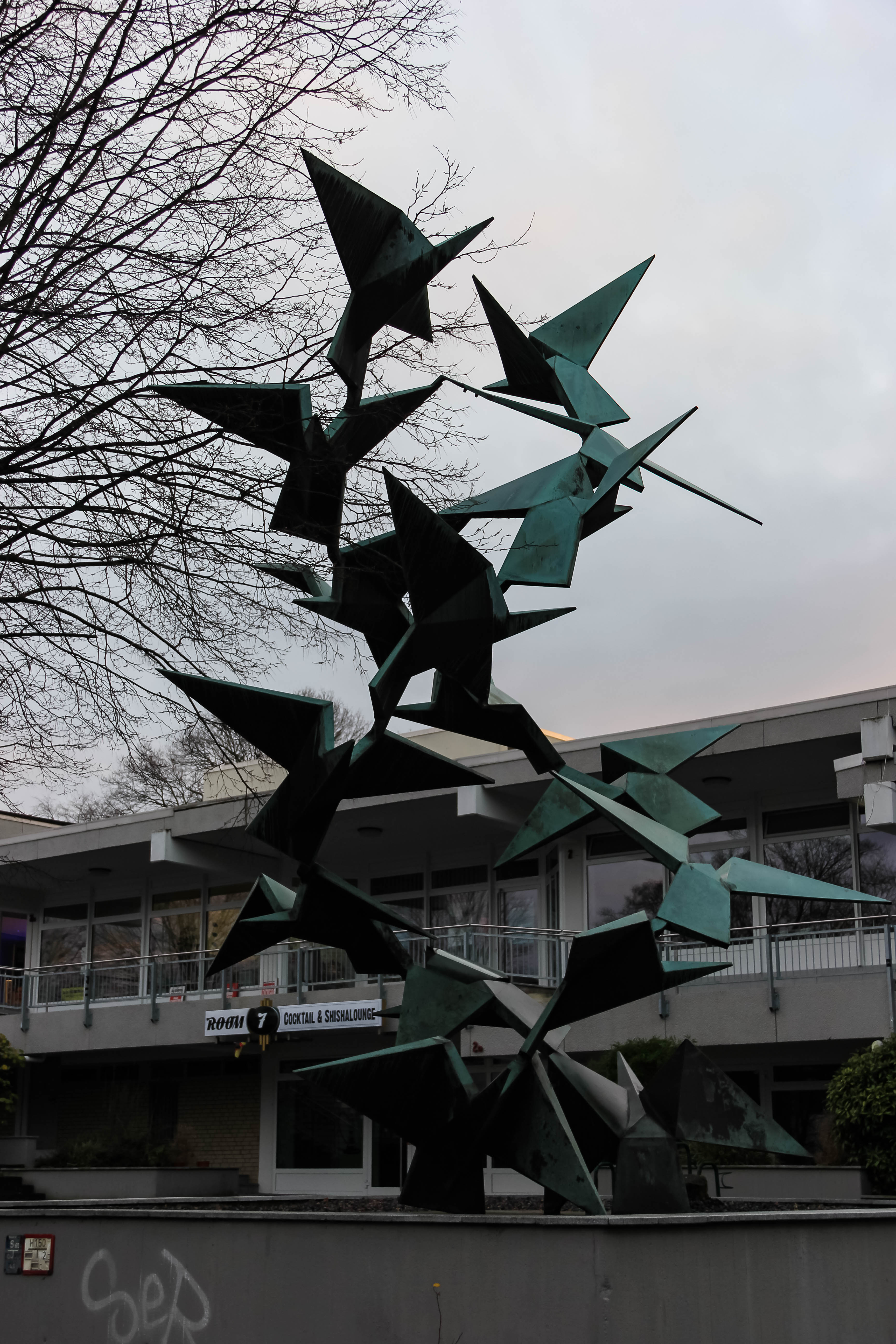
Auffliegender Vogelschwarm, Bonn
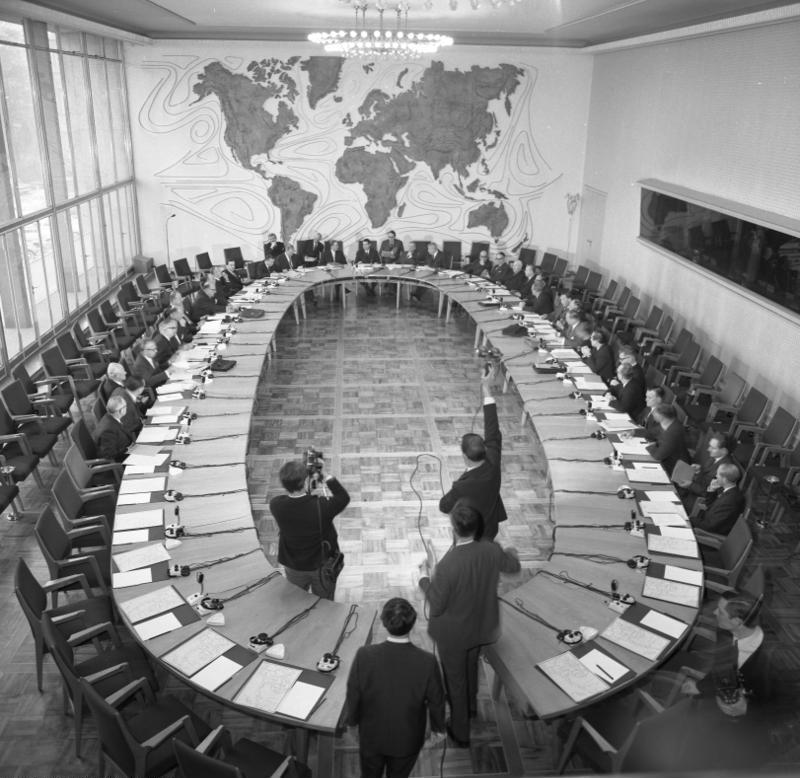
Wandrelief im Weltsaal Bonn
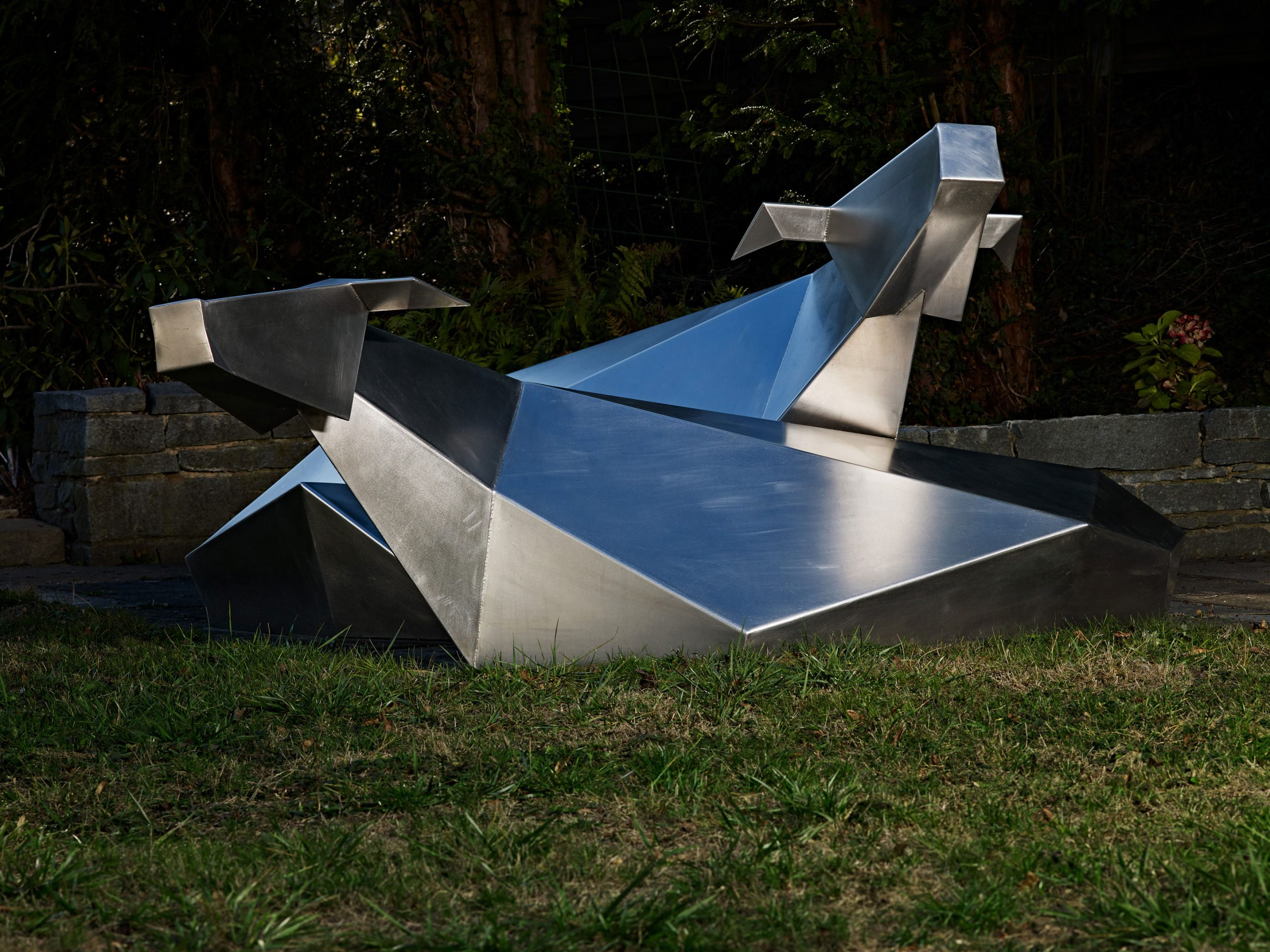
Liegende Kühe, 1966, Bietigheim
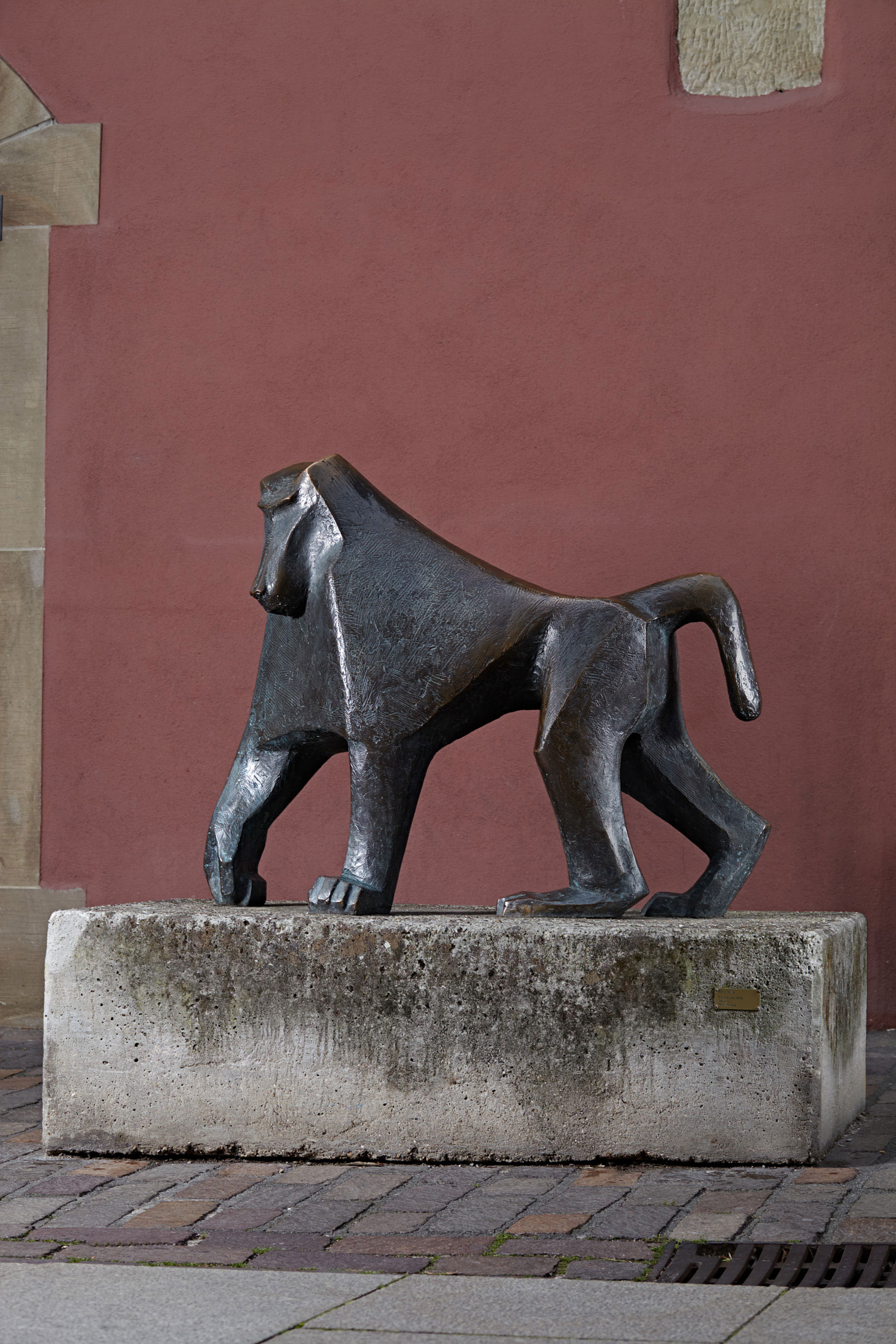
Pavian, 1970, Altstadt Bietigheim-Bissingen
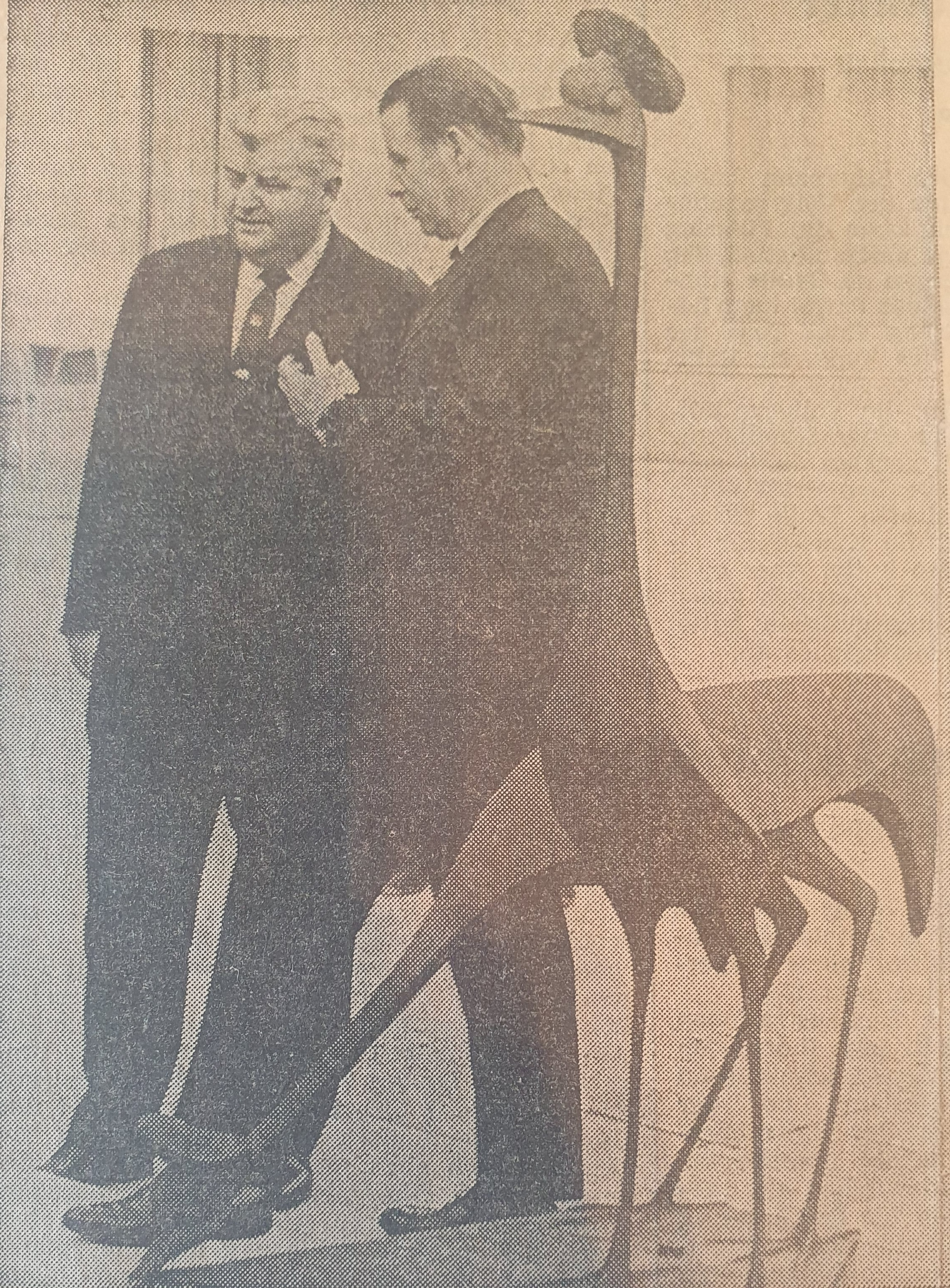
Kronenkraniche, Willy Brandt Villa
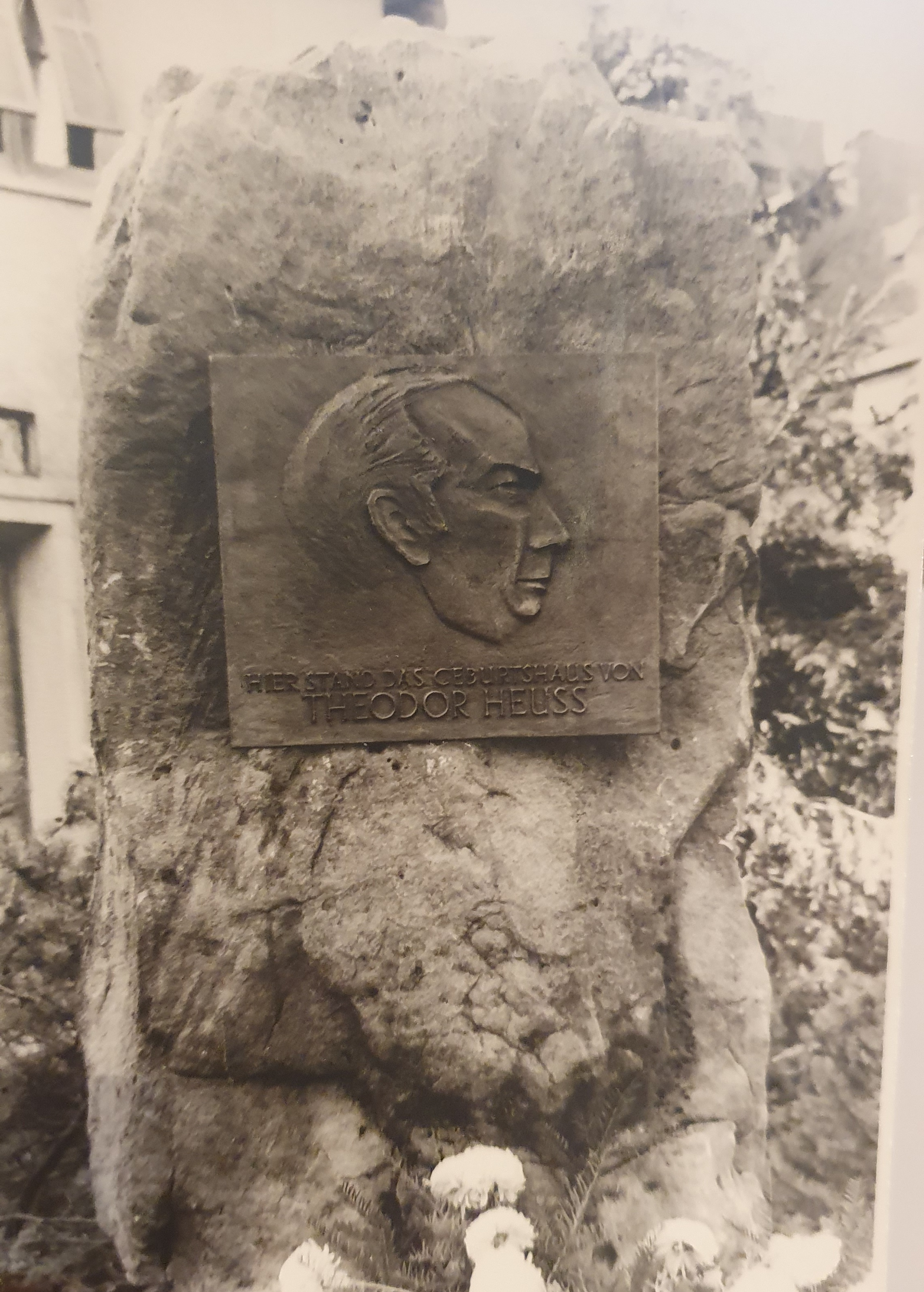
Reliefporträt Theodor Heuss, Geburtshaus Theodor Heuss
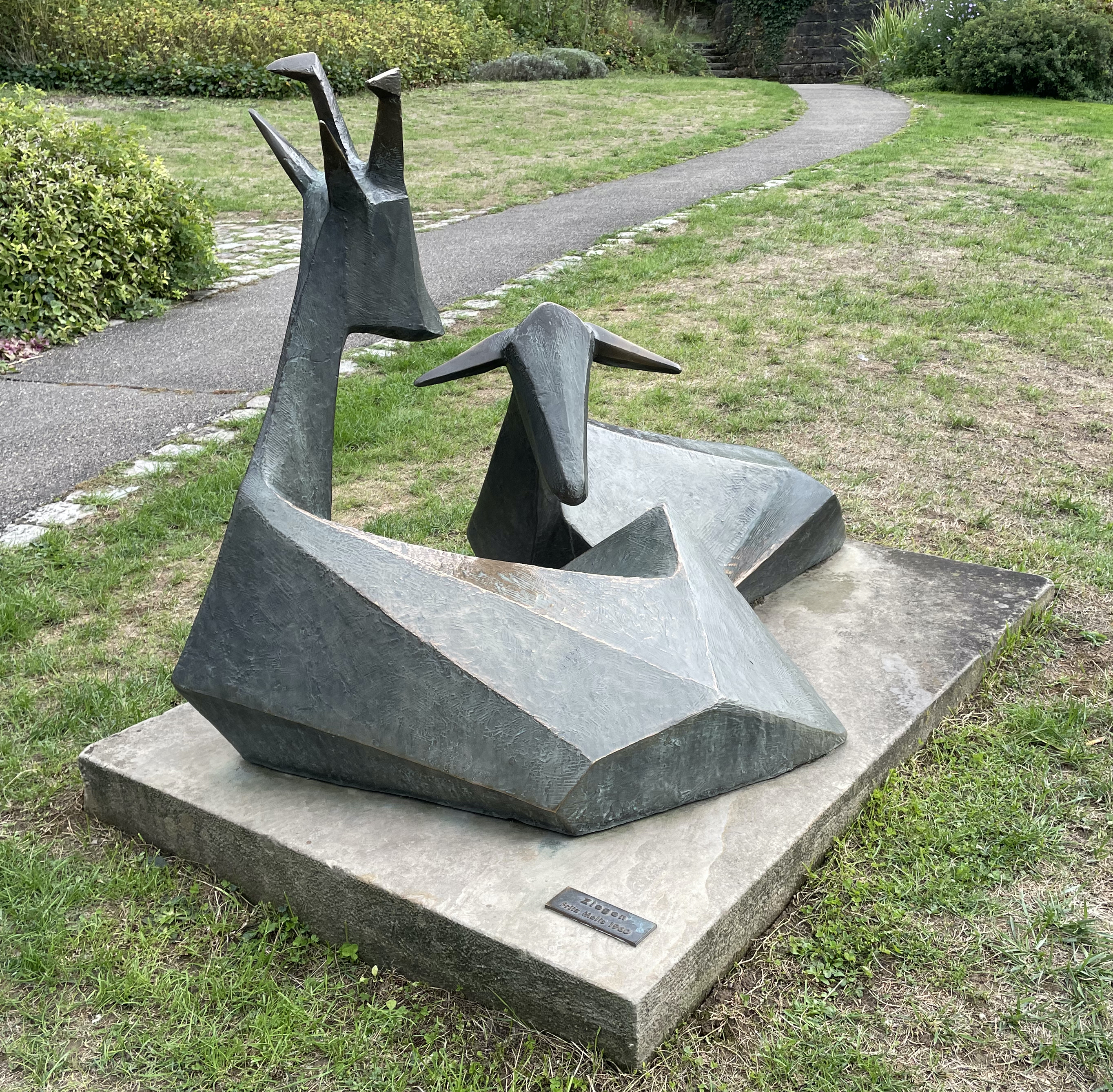
Ziegen, 1960, Bietigheim-Bissingen